# Christine Bylund
Sirene Christine Bylund, född 4 juli 1986, är en svensk doktor i etnologi, skribent, bloggare, föreläsare och scenkonstnär.
Bylund är doktor i etnologi vid Umeå universitet och forskar om funktionalitet, makt, normer och sexualitet. Hon har efterfrågat en mer inkluderande och radikal feminism. Hon har en masterexamen i genusvetenskap och har arbetat som utredare och metodutvecklare på STIL och undersökt villkoren kring Lagen om stöd och service till vissa funktionshindrade. Hon publicerar regelbundet på sin prosalyriska blogg Skavet. .
Bylund medverkar tillsammans med bland andra Hamadi Khemiri och Uje Brandelius i regissören och koreografen Tove Sahlins Liv död sex pop, en dansant dokuföreställning som sätts upp på Dramaten 2021 och som baseras på de medverkandes egna upplevelser.